# 정톈차이
정톈차이(중국어 정체자: 鄭天財, 간체자: 郑天财, 병음: Zhèng Tiāncái, 한자음: 정천재, 아미어: Sra Kacaw 스라 카카우, 1956년 12월 16일~)는 중화민국의 정치인이다. 
화롄현 루이쑤이향 출신으로 2024년 평지 원주민 선거구의 입법위원으로 당선되었다.